# Coalition valencienne
Coalition valencienne (en espagnol : Coalición Valenciana ; en valencien non normatif : Coalicio Valenciana) est un ancien parti politique néo-fasciste de la Communauté valencienne, en Espagne, fondé en 2004 et dissous en 2011.

## Historique
Le parti est fondé par Juan García Sentandreu, ancien dirigeant du Groupe d'action valencienianiste de 1994 à 2001. Il intègre plusieurs anciens dirigeants de l'Union valencienne et divers groupuscules extraparlementaires.
Il n'a jamais obtenu de représentants élus à plus grande échelle que municipale. Pour diriger certaines municipalités, aussi bien le Parti populaire que le PSOE ont été amenés à conclure des pactes locaux avec lui,.
Au cours de la législature 2003-2007, un député transfuge du PP, Francisco Javier Tomás Puchol, rejoint CV qui obtient ainsi une représentation aux Corts valenciennes,, perdue dès les élections de 2007, le parti ne recueillant que 17 331 voix, soit 0,72 %. Aux élections régionales de 2011, il poursuit sa chute électorale et recueille seulement 9 334 voix, soit 0,72 %. Dans les jours qui suivent les élections et face au manque de soutien électoral rencontré par la formation, Setandreu affirme que la CV abandonne la voie politique institutionnelle pour se consacrer à la lutte dans la rue.
Le 26 mai 2011, le parti annonce la suspension de ses activités.

## Idéologie
Sa principale ligne idéologique est le blavérisme, et il est couramment, et depuis l'ensemble du spectre politique, considéré comme un parti d'extrême droite,,,,, voire néofasciste.
Son discours politique est marqué par un profond anticatalanisme, l'opposition à l'immigration illégale et son refus de l'unité linguistique du catalan et du valencien, opinion diffusée dans la population valencienne mais rejetée par le consensus académique et universitaire.
Il possède un périodique nommé El Palleter en référence à Vicent Doménech.

## Annexe